# Liste der Landtagswahlkreise in Nordrhein-Westfalen 1990–1995
Die Liste der Landtagswahlkreise in Nordrhein-Westfalen 1990–1995 enthält alle Wahlkreise, die bei den nordrhein-westfälischen Landtagswahlen 1990 und 1995 verwendet wurden.
Mit der Landtagswahl 1990 änderte sich die Einteilung der Landtagswahlkreise geringfügig. Sie basiert auf die Neueinteilung zur Landtagswahl 1980. Änderungen wurden da nötig, wo die Einwohnerzahl zu hoch über dem landesweiten Schnitt lag. Die Verteilung auf die Regierungsbezirke wurde nicht verändert.

## Änderungen 1990
Von Veränderungen betroffen waren:
- Kreis Aachen: Ursprünglichen Überlegungen zufolge sollte Baesweiler einem Wahlkreis im Kreis Heinsberg zugeordnet werden. Dies kam jedoch nicht zustande, sodass stattdessen Alsdorf entlang der Bundesautobahn 44 geteilt wurde. Betroffen waren davon Begau und Warden (Alsdorf), die nunmehr zum südlichen Wahlkreis im Kreis Aachen gehören.
- Erftkreis: Auch hier wurde von der ursprünglichen Planung abgesehen. Anstatt einen Teil von Elsdorf einem Wahlkreis im Kreis Düren zuzuordnen, wurde die Kreisstadt Bergheim geteilt.
- Kreis Euskirchen: Die Gemeinde Zülpich wurde geteilt, sodass Euskirchen II nunmehr zehn der elf Euskirchener Gemeinden zumindest teilweise umfasste. Betroffen waren unter anderem die Ortsteile Bürvenich, Sinzenich, Schwerfen und Enzen.
- Leverkusen: Die Wahlkreisgrenze innerhalb Leverkusens wurde geringfügig verändert.
- Bonn/Rhein-Sieg-Kreis: Da die Bonner Wahlkreise eine zu hohe Einwohnerzahl hatten, wurde ein Teil des Stadtbezirks Beuel einem Wahlkreis im Rhein-Sieg-Kreis zugeordnet. Dadurch änderten sich auch die Wahlkreisnamen. Dies führte jedoch zu viel Kritik und wurde zur Landtagswahl 1995 wieder rückgängig gemacht (siehe unten)
- Kreis Recklinghausen: Die Gemeinde Dorsten wurde geteilt (diese Grenze gilt seit 2005 wieder für Dorsten, allerdings in anderen Wahlkreisen). Auch der Grenzverlauf innerhalb Marls wurde verändert, jedoch blieb Polsum dadurch weiterhin der einzige Stadtteil Marls, der zu Recklinghausen I gehörte.
- Gelsenkirchen: Der Verlauf der Wahlkreisgrenzen wurde geringfügig geändert.
- Kreis Coesfeld: Die Gemeinde Nottuln wechselte von Coesfeld I zu Steinfurt I – Coesfeld II

## Anzahl der Wahlkreise nach Regierungsbezirk
| Land                        | Wahlkreise 1990–1995 | Nummerierung |
| --------------------------- | -------------------- | ------------ |
| Regierungsbezirk Köln       | 32                   | 1–32         |
| Regierungsbezirk Düsseldorf | 48                   | 33–80        |
| Regierungsbezirk Münster    | 21                   | 81–101       |
| Regierungsbezirk Detmold    | 17                   | 102–118      |
| Regierungsbezirk Arnsberg   | 33                   | 119–151      |
| Nordrhein-Westfalen         | 151                  | 1–151        |

## Wahlkreise mit Gebietsbeschreibung
| Nr.                         | Wahlkreis                                      | Gebiet |
| --------------------------- | ---------------------------------------------- | --- |
| Regierungsbezirk Köln       |                                                | |
| 1                           | Aachen I                                       | Stadtbezirke Aachen-Mitte (teilweise), Laurensberg, Richterich, Haaren |
| 2                           | Aachen II                                      | Stadtbezirke Aachen-Mitte (teilweise), Brand, Eilendorf, Kornelimünster/Walheim |
| 3                           | Kreis Aachen I                                 | Alsdorf (teilweise), Eschweiler, Monschau, Roetgen, Simmerath, Stolberg |
| 4                           | Kreis Aachen II                                | Alsdorf (teilweise), Baesweiler, Herzogenrath, Würselen |
| 5                           | Heinsberg I                                    | Heinsberg, Gangelt, Geilenkirchen, Selfkant, Übach-Palenberg, Waldfeucht |
| 6                           | Heinsberg II                                   | Erkelenz, Hückelhoven, Wassenberg, Wegberg |
| 7                           | Düren I                                        | Jülich, Aldenhoven, Inden, Langerwehe, Linnich, Merzenich, Niederzier, Nörvenich, Titz, Vettweiß |
| 8                           | Düren II                                       | Düren, Heimbach, Hürtgenwald, Kreuzau, Nideggen |
| 9                           | Erftkreis I                                    | Bedburg, Bergheim (teilweise), Elsdorf, Kerpen |
| 10                          | Erftkreis II                                   | Bergheim (teilweise), Frechen, Hürth, Pulheim |
| 11                          | Erftkreis III – Euskirchen I                   | Vom Erftkreis die Gemeinden Brühl, Erftstadt und Wesseling, vom Kreis Euskirchen die Gemeinden Weilerswist und Zülpich (teilweise)                                                                         |
| 12                          | Euskirchen II                                  | Bad Münstereifel, Blankenheim, Dahlem, Hellenthal, Euskirchen, Kall, Mechernich, Nettersheim, Schleiden, Zülpich (teilweise)                                                                               |
| 13                          | Köln I                                         | Stadtbezirk Innenstadt |
| 14                          | Köln II                                        | Stadtbezirk Porz |
| 15                          | Köln III                                       | Stadtbezirk Rodenkirchen |
| 16                          | Köln IV                                        | Stadtbezirk Lindenthal |
| 17                          | Köln V                                         | Stadtbezirke Chorweiler und Nippes |
| 18                          | Köln VI                                        | Stadtbezirk Ehrenfeld |
| 19                          | Köln VII                                       | Stadtbezirk Mülheim |
| 20                          | Köln VIII                                      | Stadtbezirk Kalk |
| 21                          | Leverkusen I                                   | Leverkusen (westl. und südl. Teil) |
| 22                          | Leverkusen II – Rheinisch-Bergischer Kreis I   | Leverkusen (nordöstl. Teil), vom Rheinisch-Bergischen Kreis die Gemeinden Burscheid und Leichlingen (Rheinland)                                                                                            |
| 23                          | Rheinisch-Bergischer Kreis II                  | Kürten, Odenthal, Overath, Rösrath, Wermelskirchen |
| 24                          | Rheinisch-Bergischer Kreis III                 | Bergisch Gladbach |
| 25                          | Oberbergischer Kreis I                         | Gummersbach, Hückeswagen, Marienheide, Radevormwald, Wipperfürth |
| 26                          | Oberbergischer Kreis II                        | Bergneustadt, Engelskirchen, Lindlar, Morsbach, Nümbrecht, Reichshof, Waldbröl, Wiehl |
| 27                          | Rhein-Sieg-Kreis I                             | Hennef, Eitorf, Lohmar, Much, Neunkirchen-Seelscheid, Ruppichteroth, Windeck |
| 28                          | Rhein-Sieg-Kreis II – Bonn I                   | Vom Rhein-Sieg-Kreis die Gemeinden Bad Honnef, Königswinter und Sankt Augustin, von Bonn der Stadtbezirk Beuel (südl. Teil)                                                                                |
| 29                          | Rhein-Sieg-Kreis III                           | Alfter, Bornheim, Meckenheim, Rheinbach, Swisttal, Wachtberg |
| 30                          | Rhein-Sieg-Kreis IV                            | Niederkassel, Siegburg, Troisdorf |
| 31                          | Bonn II                                        | Stadtbezirk Bonn |
| 32                          | Bonn III                                       | Stadtbezirke Beuel (nördl. Teil), Hardtberg und Bad Godesberg |
| Regierungsbezirk Düsseldorf |                                                | |
| 33                          | Wuppertal I                                    | Stadtbezirke Elberfeld-West, Uellendahl-Katernberg und Vohwinkel |
| 34                          | Wuppertal II                                   | Stadtbezirke Elberfeld und Cronenberg |
| 35                          | Wuppertal III                                  | Stadtbezirke Barmen und Ronsdorf |
| 36                          | Wuppertal IV                                   | Stadtbezirke Oberbarmen, Heckinghausen und Langerfeld-Beyenburg |
| 37                          | Remscheid                                      | Remscheid |
| 38                          | Solingen I                                     | Stadtbezirke Mitte, Burg und Höhscheid |
| 39                          | Solingen II                                    | Stadtbezirke Wald, Gräfrath, Ohligs/Aufderhöhe und Merscheid |
| 40                          | Mettmann I                                     | Hilden, Langenfeld, Monheim |
| 41                          | Mettmann II                                    | Erkrath, Haan, Mettmann |
| 42                          | Mettmann III                                   | Heiligenhaus, Ratingen |
| 43                          | Mettmann IV                                    | Velbert, Wülfrath |
| 44                          | Düsseldorf I                                   | Stadtbezirke 5 und 6 |
| 45                          | Düsseldorf II                                  | Stadtbezirke 2 und 7 |
| 46                          | Düsseldorf III                                 | Stadtbezirk 8, vom Stadtbezirk 3 der Stadtteil Oberbilk |
| 47                          | Düsseldorf IV                                  | Stadtbezirke 9 und 10 |
| 48                          | Düsseldorf V                                   | Stadtbezirk 3 ohne Oberbilk |
| 49                          | Düsseldorf VI                                  | Stadtbezirke 1 und 4 |
| 50                          | Neuss I                                        | Neuss (nördlicher Teil) |
| 51                          | Neuss II                                       | Neuss (südlicher Teil), Dormagen |
| 52                          | Neuss III                                      | Grevenbroich, Jüchen, Rommerskirchen |
| 53                          | Neuss IV                                       | Kaarst, Korschenbroich, Meerbusch |
| 54                          | Mönchengladbach I                              | Stadtbezirke Rheydt-West, Rheydt-Mitte, Volksgarten, Odenkirchen, Giesenkirchen und Wickrath |
| 55                          | Mönchengladbach II                             | Stadtbezirke Stadtmitte, Rheindahlen, Hardt und Neuwerk |
| 56                          | Viersen I                                      | Viersen, Schwalmtal, Willich |
| 57                          | Viersen II                                     | Kempen, Brüggen, Grefrath, Nettetal, Niederkrüchten, Tönisvorst |
| 58                          | Krefeld I                                      | Stadtbezirke West, Mitte, Süd und Fischeln |
| 59                          | Krefeld II                                     | Stadtbezirke Nord, Hüls, Oppum-Linn, Ost und Uerdingen |
| 60                          | Kleve I                                        | Geldern, Goch, Issum, Kerken, Kevelaer, Rheurdt, Straelen, Wachtendonk, Weeze |
| 61                          | Kleve II                                       | Bedburg-Hau, Emmerich am Rhein, Kalkar, Kleve, Kranenburg, Rees, Uedem |
| 62                          | Wesel I                                        | Alpen, Kamp-Lintfort, Neukirchen-Vluyn, Rheinberg, Sonsbeck |
| 63                          | Wesel II                                       | Hamminkeln, Schermbeck, Wesel, Xanten |
| 64                          | Wesel III                                      | Dinslaken, Hünxe, Voerde |
| 65                          | Wesel IV                                       | Moers |
| 66                          | Duisburg I                                     | Stadtbezirke Süd und Mitte (teilweise) |
| 67                          | Duisburg II                                    | Stadtbezirk Mitte (teilweise) |
| 68                          | Duisburg III                                   | Stadtbezirke Rheinhausen und Homberg/Ruhrort/Baerl |
| 69                          | Duisburg IV                                    | Stadtbezirk Meiderich-Beeck |
| 70                          | Duisburg V                                     | Stadtbezirke Walsum und Hamborn |
| 71                          | Oberhausen I                                   | Stadtbezirke Sterkrade und Osterfeld |
| 72                          | Oberhausen II                                  | Stadtbezirk Alt-Oberhausen |
| 73                          | Mülheim I                                      | Stadtbezirke Linksruhr (teilweise) und Rechtsruhr-Nord |
| 74                          | Mülheim II                                     | Stadtbezirke Linksruhr (teilweise) und Rechtsruhr-Süd |
| 75                          | Essen I                                        | Stadtbezirk III |
| 76                          | Essen II                                       | Stadtbezirke IV und V |
| 77                          | Essen III                                      | Stadtbezirk VI |
| 78                          | Essen IV                                       | Stadtbezirk VII |
| 79                          | Essen V                                        | Stadtbezirke I und II |
| 80                          | Essen VI                                       | Stadtbezirke VIII und IX |
| Regierungsbezirk Münster    |                                                | |
| 81                          | Recklinghausen I                               | Dorsten (teilweise), Herten, von Marl der Stadtteil Polsum |
| 82                          | Recklinghausen II                              | Marl ohne Polsum |
| 83                          | Recklinghausen III                             | Datteln, Dorsten (teilweise), Haltern, Oer-Erkenschwick |
| 84                          | Recklinghausen IV                              | Castrop-Rauxel, Waltrop |
| 85                          | Recklinghausen V                               | Recklinghausen |
| 86                          | Recklinghausen VI                              | Gladbeck |
| 87                          | Gelsenkirchen I                                | Gelsenkirchen (südöstl. Teil) |
| 88                          | Gelsenkirchen II                               | Gelsenkirchen (südwestl. Teil) |
| 89                          | Gelsenkirchen III                              | Gelsenkirchen (nördl. Teil) |
| 90                          | Bottrop                                        | Bottrop |
| 91                          | Borken I                                       | Bocholt, Isselburg, Raesfeld, Rhede |
| 92                          | Borken II                                      | Borken, Gescher, Heiden, Reken, Südlohn, Stadtlohn, Velen |
| 93                          | Borken III                                     | Ahaus, Gronau, Heek, Legden, Schöppingen, Vreden |
| 94                          | Coesfeld I                                     | Ascheberg, Coesfeld, Dülmen, Lüdinghausen, Nordkirchen, Olfen, Senden |
| 95                          | Steinfurt I – Coesfeld II                      | Vom Kreis Steinfurt die Gemeinden Altenberge, Horstmar, Laer, Metelen, Neuenkirchen, Nordwalde, Ochtrup, Steinfurt, Wettringen, vom Kreis Coesfeld die Gemeinden Billerbeck, Havixbeck, Nottuln, Rosendahl |
| 96                          | Steinfurt II                                   | Emsdetten, Greven, Ladbergen, Rheine, Saerbeck |
| 97                          | Steinfurt III                                  | Hopsten, Hörstel, Ibbenbüren, Lengerich, Lienen, Lotte, Mettingen, Recke, Tecklenburg, Westerkappeln |
| 98                          | Münster I                                      | Stadtbezirke Nord, Ost, West (nördl. Teil) und Mitte (nördl. Teil) |
| 99                          | Münster II                                     | Stadtbezirke Süd-Ost, Hiltrup, West (südl. Teil) und Mitte (südl. Teil) |
| 100                         | Warendorf I                                    | Beelen, Ennigerloh, Everswinkel, Oelde, Ostbevern, Sassenberg, Sendenhorst, Telgte, Warendorf |
| 101                         | Warendorf II                                   | Ahlen, Beckum, Drensteinfurt, Wadersloh |
| Regierungsbezirk Detmold    |                                                | |
| 102                         | Gütersloh I                                    | Langenberg, Rheda-Wiedenbrück, Rietberg, Schloß Holte-Stukenbrock, Verl |
| 103                         | Gütersloh II                                   | Gütersloh, Herzebrock-Clarholz |
| 104                         | Gütersloh III                                  | Borgholzhausen, Halle (Westf.), Harsewinkel, Steinhagen, Versmold, Werther |
| 105                         | Bielefeld I                                    | Stadtbezirke Schildesche, Dornberg, Jöllenbeck und Heepen |
| 106                         | Bielefeld II                                   | Stadtbezirke Mitte und Stieghorst |
| 107                         | Bielefeld III                                  | Stadtbezirke Brackwede, Sennestadt, Senne und Gadderbaum |
| 108                         | Herford I                                      | Enger, Herford, Hiddenhausen, Vlotho |
| 109                         | Herford II                                     | Bünde, Kirchlengern, Löhne, Rödinghausen, Spenge |
| 110                         | Minden-Lübbecke I                              | Espelkamp, Hüllhorst, Lübbecke, Preußisch Oldendorf, Rahden, Stemwede |
| 112                         | Minden-Lübbecke II                             | Bad Oeynhausen, Hille, Porta Westfalica |
| 111                         | Minden-Lübbecke III                            | Minden, Petershagen |
| 113                         | Lippe I                                        | Bad Salzuflen, Lage, Leopoldshöhe, Oerlinghausen |
| 114                         | Lippe II                                       | Barntrup, Blomberg, Dörentrup, Extertal, Kalletal, Lemgo |
| 115                         | Lippe III                                      | Augustdorf, Detmold, Horn-Bad Meinberg, Lügde, Schieder-Schwalenberg, Schlangen |
| 116                         | Höxter                                         | Kreis Höxter |
| 117                         | Paderborn I                                    | Altenbeken, Bad Lippspringe, Bad Wünnenberg, Borchen, Büren, Delbrück, Hövelhof, Lichtenau, Salzkotten |
| 118                         | Paderborn II                                   | Paderborn |
| Regierungsbezirk Arnsberg   |                                                | |
| 119                         | Hagen I                                        | Stadtbezirke Haspe, Nord und Hohenlimburg |
| 120                         | Hagen II                                       | Stadtbezirke Mitte und Eilpe/Dahl |
| 121                         | Ennepe-Ruhr-Kreis I                            | Breckerfeld, Ennepetal, Gevelsberg, Schwelm |
| 122                         | Ennepe-Ruhr-Kreis II                           | Hattingen, Herdecke, Sprockhövel, Wetter |
| 123                         | Ennepe-Ruhr-Kreis III                          | Witten |
| 124                         | Bochum I                                       | Stadtbezirke Nord und Ost |
| 125                         | Bochum II                                      | Stadtbezirke Süd und Südwest |
| 126                         | Bochum III                                     | Stadtbezirk Wattenscheid |
| 127                         | Bochum IV                                      | Stadtbezirk Mitte |
| 128                         | Herne I                                        | Stadtbezirke Herne-Mitte und Sodingen |
| 129                         | Herne II                                       | Stadtbezirke Wanne und Eickel |
| 130                         | Dortmund I                                     | Stadtbezirke Innenstadt-West und Huckarde |
| 131                         | Dortmund II                                    | Stadtbezirke Innenstadt-Nord und Innenstadt-Ost |
| 132                         | Dortmund III                                   | Stadtbezirke Eving und Mengede |
| 133                         | Dortmund IV                                    | Stadtbezirke Scharnhorst und Brackel |
| 134                         | Dortmund V                                     | Stadtbezirke Hörde und Aplerbeck |
| 135                         | Dortmund VI                                    | Stadtbezirke Hombruch und Lütgendortmund |
| 136                         | Unna I                                         | Fröndenberg, Holzwickede, Schwerte, Unna |
| 137                         | Unna II                                        | Lünen, Selm, Werne |
| 138                         | Unna III                                       | Vom Kreis Unna die Gemeinden Bergkamen, Bönen und Kamen, von Hamm die Stadtbezirke Hamm-Herringen und Hamm-Pelkum                                                                                          |
| 139                         | Hamm II                                        | Stadtbezirke Hamm-Bockum-Hövel, Hamm-Heessen, Hamm-Mitte, Hamm-Rhynern und Hamm-Uentrop |
| 140                         | Soest I                                        | Bad Sassendorf, Ense, Lippetal, Möhnesee, Soest, Welver, Werl, Wickede |
| 141                         | Soest II                                       | Anröchte, Erwitte, Geseke, Lippstadt, Rüthen, Warstein |
| 142                         | Hochsauerlandkreis I                           | Arnsberg, Sundern |
| 143                         | Hochsauerlandkreis II                          | Bestwig, Brilon, Hallenberg, Marsberg, Medebach, Olsberg, Winterberg |
| 144                         | Hochsauerlandkreis III – Siegen-Wittgenstein I | Vom Hochsauerlandkreis die Gemeinden Eslohe, Meschede und Schmallenberg, vom Kreis Siegen-Wittgenstein die Gemeinden Bad Berleburg, Bad Laasphe und Erndtebrück                                            |
| 145                         | Siegen-Wittgenstein II                         | Burbach, Hilchenbach, Kreuztal, Netphen, Neunkirchen, Wilnsdorf |
| 146                         | Siegen-Wittgenstein III                        | Freudenberg, Siegen |
| 147                         | Olpe                                           | Kreis Olpe |
| 148                         | Märkischer Kreis I                             | Altena, Herscheid, Meinerzhagen, Plettenberg, Werdohl |
| 149                         | Märkischer Kreis II                            | Halver, Kierspe, Lüdenscheid, Schalksmühle |
| 150                         | Märkischer Kreis III                           | Iserlohn, Nachrodt-Wiblingwerde |
| 151                         | Märkischer Kreis IV                            | Balve, Hemer, Menden (Sauerland), Neuenrade |

## Änderungen 1995
Zur Landtagswahl 1995 wurde die Einteilung erneut verändert. Betroffen waren davon Bergheim und Bonn.
Nachdem bereits Glessen dem Wahlkreis Erftkreis II zugeordnet wurde, verlor Erftkreis I nun auch Fliesteden und Büsdorf, sodass die Wahlkreisgrenze innerhalb Bergheims weiter nach Westen verlegt wurde.
In Bonn wurde die Neueinteilung zur Landtagswahl 1990 wieder Retour gemacht (zur Landtagswahl 2000 kam es aber zu einer ähnlichen Neuabgrenzung). Stattdessen bildete die Bundesstadt wieder zwei geschlossene Wahlkreise und die Wahlkreise 29 (Rhein-Sieg-Kreis II), 31 (Bonn I) und 32 (Bonn II) bekamen ihre alten Namen zurück. Das Gebiet entsprach beinahe dem zur Landtagswahl 1985, mit dem Unterschied, dass nun auch Bad Godesberg geteilt wurde. Die Neuabgrenzung lautete somit wie folgt:
| Nr. | Wahlkreis | Gebiet                                                                                 |
| --- | --------- | -------------------------------------------------------------------------------------- |
| 31  | Bonn I    | Stadtbezirk Bonn, vom Stadtbezirk Bad Godesberg die Stadtteile Hochkreuz und Friesdorf |
| 32  | Bonn II   | Stadtbezirke Beuel, Hardtberg und Bad Godesberg (ohne Hochkreuz und Friesdorf)         |

Auch in Krefeld und Dortmund veränderten sich Wahlkreisgrenzen, um veränderten Stadtbezirksgrenzen Rechnung zu tragen.